# Pluméliau
Pluméliau (bret. Pluniav) – miejscowość i dawna gmina we Francji, w regionie Bretania, w departamencie Morbihan. W 2013 roku populacja ówczesnej gminy wynosiła 3716 mieszkańców. 
W dniu 1 stycznia 2019 roku z połączenia dwóch ówczesnych gmin – Bieuzy oraz Pluméliau – powstała nowa gmina Pluméliau-Bieuzy. Siedzibą gminy została miejscowość Pluméliau. 